# IOS 11
iOS 11 je jedenáctá hlavní verze mobilního operačního systému iOS vyvíjeného společností Apple. Byl představen 5. června 2017 během hlavní prezentace na vývojářské konferenci WWDC a veřejně vydán 19. září 2017 jako nástupce systému iOS 10. Nahrazen byl verzí iOS 12 dne 17. září 2018.

## Novinky

### Uživatelské rozhraní
- Ovládací centrum bylo přepracováno do jediné obrazovky a uživatel si jej mohl přizpůsobit.
- Zámek obrazovky a oznamovací centrum byly sloučeny.
- Nová gesta pro iPhone X, například přejetí nahoru pro návrat na plochu.[2]

### Systém a funkce
- Nová aplikace Soubory umožnila správu dokumentů na zařízení i v cloudu.
- Siri získala přirozenější hlas, překladatelské funkce a podporu pro zadávání textem.
- Zaveden režim „Nerušit při řízení“.
- Podpora formátů HEIF a HEVC pro úsporu místa při fotografování a natáčení videí.[3]
- Možnost nativního nahrávání obrazovky[4].
- Přepracovaný App Store s důrazem na redakční obsah.

### iPad
- Nový dok podobný macOS.
- Drag and drop mezi aplikacemi.[5]
- Rozšířený multitasking (Split View, Slide Over, Picture-in-Picture).
- Klávesnice s rychlým přístupem ke znakům (QuickType).

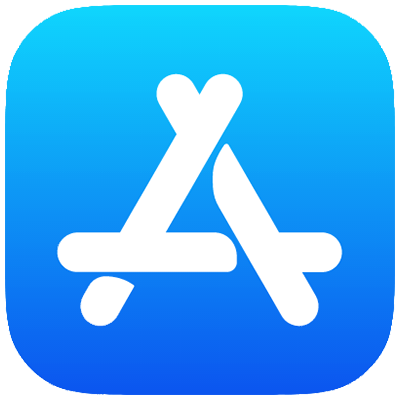
Náhled App Storu v iOS 11

## API a vývojářské nástroje
- ARKit – platforma pro rozšířenou realitu.
- Core ML – framework pro strojové učení.
- Core NFC – čtení NFC tagů.
- Depth API – rozostření pozadí (bokeh) pro fotoaplikace.

## Odebrané funkce
- Ukončení podpory 32 bitových aplikací.
- Odstraněna integrace s Twitterem, Facebookem, Flickr a Vimeo.
- Dočasné odstranění 3D Touch multitaskingu (obnoveno v iOS 11.1).
- Přepínače Wi-Fi a Bluetooth v Ovládacím centru již nevypínaly antény úplně.

## Zajímavosti
- iOS 11 byl první verzí iOS s vestavěným nahráváním obrazovky.
- Screenshoty lze ihned po pořízení upravit.
- Indikátor signálu se změnil z teček zpět na čárky.
- iPhone X obdržel exkluzivní tapety.

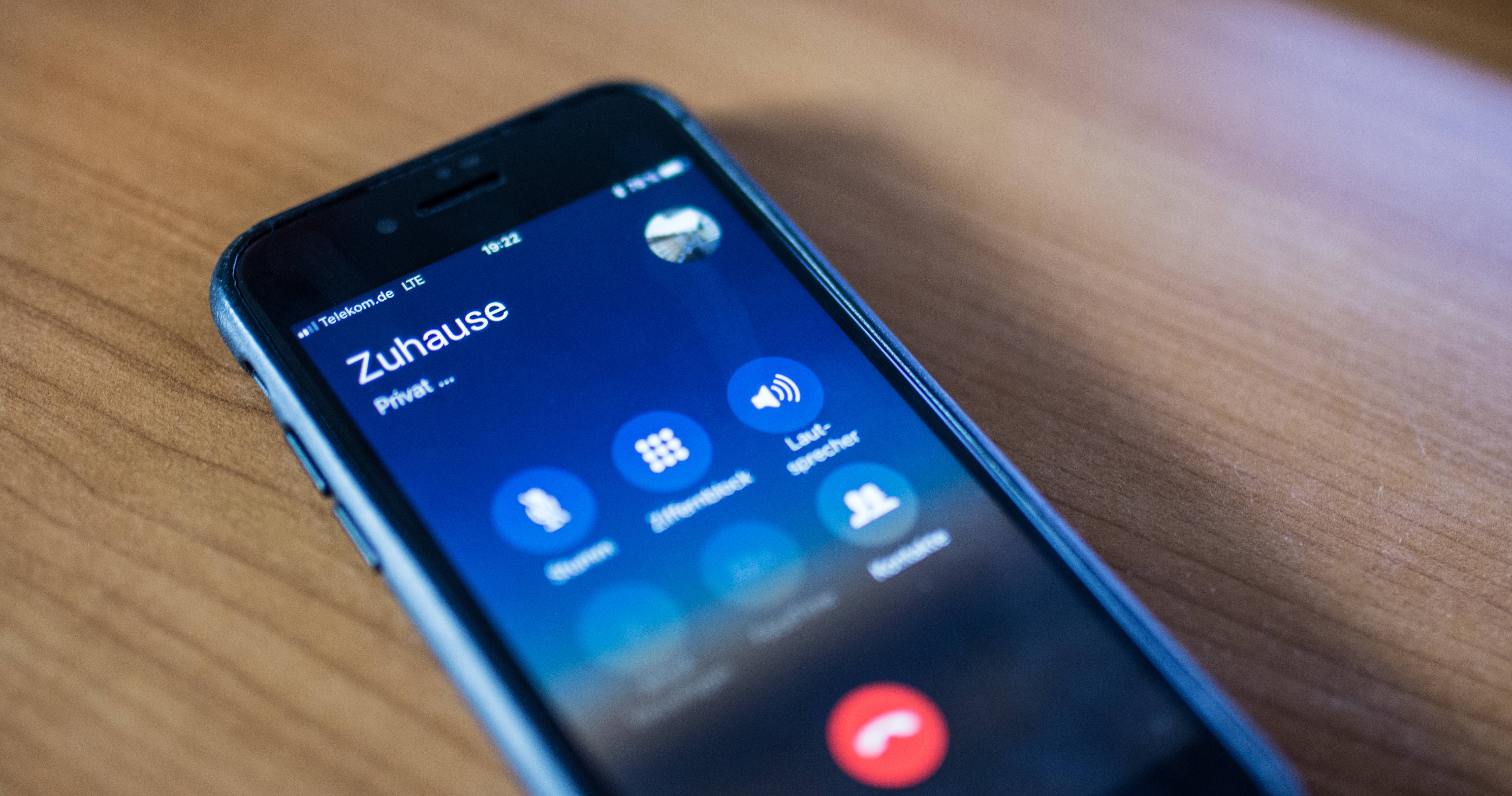
Telefonní hovor přes VoLTE na zařízení iPhone s iOS 11.3

## Bezpečnost
- Opravy proti zranitelnosti Spectre (Safari/WebKit).
- Nouzové SOS deaktivuje biometrické ověření.[6]
- Vylepšené ověření při aktivaci (UDID).
- Oprava zranitelnosti HomeKitu, která umožňovala neoprávněný přístup k chytrým zařízením.

## Známé problémy
- Ovládací centrum nevypínalo Wi-Fi/Bluetooth úplně.
- Chyba v kalkulačce při rychlém zadání výpočtu.
- Bug s automatickou opravou písmena „I“.
- 2. prosince 2017 docházelo k restartování zařízení kvůli chybě v notifikacích.
- Rychlé vybíjení baterie po aktualizaci.[7]

## Podporovaná zařízení

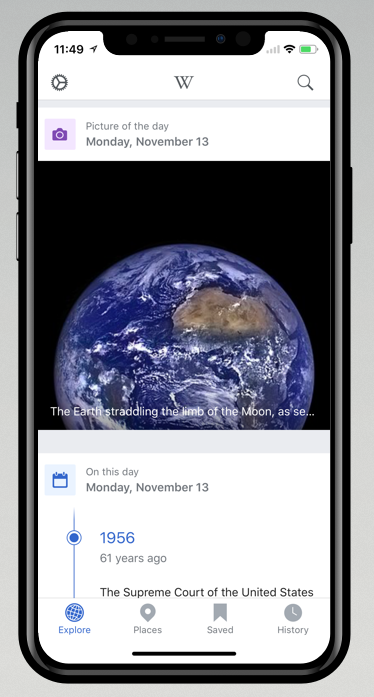
Aplikace Wikipedia na iPhonu X s iOS 11

### iPhone
- iPhone 5S
- iPhone 6
- iPhone 6 Plus
- iPhone 6S
- iPhone 6S Plus
- iPhone SE (1. generace)
- iPhone 7
- iPhone 7 Plus
- iPhone 8
- iPhone 8 Plus
- iPhone X

### iPad
- iPad Air
- iPad Air 2
- iPad 4
- iPad 5
- iPad Mini 2
- iPad Mini 3
- iPad Mini 4
- iPad Pro (9,7")
- iPad Pro (10,5")
- iPad Pro (12,9") (1. gen.)
- iPad Pro (12,9") (2. gen.)

### iPod Touch
- iPod Touch (6. generace)

## Historie verzí
| Verze  | Build           | Kódové označení | Datum vydání       | Poznámky                                           |
| ------ | --------------- | --------------- | ------------------ | -------------------------------------------------- |
| 11.0   | 15A372          | Tigris          | 19. září 2017      | Počáteční vydání, konec podpory pro 32bit aplikace |
| 11.0.1 | 15A402 / 15A403 | –               | 26. září 2017      | Oprava Exchange emailu                             |
| 11.0.2 | 15A421          | –               | 3. října 2017      | Zvuk iPhone 8, fotky, přílohy                      |
| 11.0.3 | 15A432          | –               | 11. října 2017     | Oprava dotyku u neoriginálních displejů            |
| 11.1   | 15B93           | Bursa           | 31. října 2017     | Emodži, návrat multitaskingu 3D Touch              |
| 11.1.1 | 15B150          | –               | 9. listopadu 2017  | Chyba s „I“, Hey Siri                              |
| 11.1.2 | 15B202          | –               | 16. listopadu 2017 | Dotyk při chladu (iPhone X)                        |
| 11.2   | 15C114          | Cinar           | 2. prosince 2017   | Apple Pay Cash, bezdrátové nabíjení 7.5W           |
| 11.2.1 | 15C153          | –               | 13. prosince 2017  | HomeKit zranitelnost                               |
| 11.2.2 | 15C202          | –               | 8. ledna 2018      | Opravy Spectre                                     |
| 11.2.5 | 15D60           | Dalaman         | 23. ledna 2018     | HomePod, Siri zprávy                               |
| 11.2.6 | 15D100          | –               | 19. února 2018     | Znak Telugu („జ్ఞా“)                                 |
| 11.3   | 15E216 / 15E218 | Emet            | 29. března 2018    | ARKit 1.5, stav baterie, Animoji                   |
| 11.3.1 | 15E302          | –               | 24. dubna 2018     | Oprava dotyku iPhone 8                             |
| 11.4   | 15F79           | Fatsa           | 29. května 2018    | AirPlay 2, zprávy v iCloudu                        |
| 11.4.1 | 15G77           | Gebze           | 9. července 2018   | Najít iPhone (AirPods), bezpečnost                 |

## Přijetí
iOS 11 získal smíšené recenze. Chválen byl nový multitasking na iPadu, přehlednější App Store a aplikace Soubory. Kritiku si vysloužila stabilita na starších zařízeních, nedostatečné vypnutí Wi-Fi a Bluetooth v Ovládacím centru, i problémy s výdrží baterie. Apple na zpětnou vazbu reagoval zaměřením iOS 12 na výkon a stabilitu.